# Luci’fer Luscious Violenoue
Luci’fer Luscious Violenoue (jap. ルシファ・ラセス・ヴィオルヌ Rushifa Rasesu Biorunu) (ur. 7 lipca w Tokio) – japońska piosenkarka, multiinstrumentalista, fotograf, reżyser teledysków, pisarka, projektantka biżuterii i modelka. Pochodzi z miasta Nagoja.
W latach 1986–1996 artystka była wokalistką, kompozytorką i autorką tekstów w zespole Gille' Loves (jap. ジル・ラヴズ  jiru ravzu). Grająca post-punk i rock gotycki grupa w 1996 roku zmieniła nazwę na fiction (jap. フィクション  fikushon) i przeniosła się z Nagoi do Tokio. Po dwóch latach działalności została jednak rozwiązana. 
W 1994 roku Luci’fer Luscious Violenoue rozpoczęła również karierę solową. Wydała trzy albumy studyjne i jedno EP. W 2002 roku artystka zakończyła muzyczną działalność, a jej oficjalny fan-club został rozwiązany na początku 2006 roku.
LUCI'FER współpracowała z muzykami takich japońskich zespołów jak: Malice Mizer, LAREINE, Kuroyume, Gille de Rais i Rouage, a w jej własnej twórczości ważną rolę odegrał m.in. David Bowie, Bauhaus, The Cure, Mylène Farmer, Riyoko Ikeda, Moto Hagio, Jean Cocteau i Luchino Visconti.
Samą osobę artystki wyróżnia przede wszystkim głęboki, niski głos, mało azjatyckie rysy twarzy i androgyniczny wygląd.
Od jesieni 2006 roku  wokalistka pracuje w Tokio jako tarocistka o imieniu Nana (jap. ナナ  Nana).

## Dyskografia

### Taśmy demo
- 1991 – Bara no Oukoku ~ Rose Kingdom ~
- 1992 – Walpurgis no Yoru

### Albumy
- 1993 – Barairo no kyuuketsuki
- 1994 – Yameru bara, arui wa iyasanai kizuguchi
- 1995 – My Bloody Valentine
- 1997 – Lucifer to iu na no oningyou
- 1997 – Kusari ni tsunagareta tenshi
- 2000 – Do you remember The Rosegarden of Haunted Realm?
- 2002 – Hana no tetsugaku, tsuki no bigaku
- 2002 – Moushyu wo houmurisaru tame no Requiem Files ~ World e'nd Compilation ~

### Kasety VHS
- 1993 – Shinku no Decadence ~ Decadence of Rose ~
- 1996 – Kyuuketsuki Gekijou ~ Theatre of Vampire ~ <Gille' Loves 1990–1996> Live at Kawasaki Club Citta
- 1996 – Gothic Night <Club Rockets> Shuuroku kyoku: Minagoroshi no tenshi arui wa hitogoroshi no bara ~ Omnibus Live V.T.R. ~
- 1997 – Akuma no Koi
- 1997 – Lillie Marlene
- 2000 – Björn no hanzai